# Otto al II-lea de Suabia
Otto (n. secolul al X-lea d.Hr. – d. 7 septembrie 1047), membru al dinastiei Ezzonilor, a fost conte palatin de Lotharingia ca Otto I între 1034 și 1045, apoi duce de Suabia ca Otto al II-lea din 1045 până la moarte, precum și conte în Deutz și Auelgau începând din 1025. De asemenea, el a fost protector (Vogt) al abației Brauweiler, care fusese întemeiată de părinții săi.
Otto era fiul lui Ezzo cu Matilda (fiică a împăratului Otto al II-lea).
În 1034 a murit tatăl lui Otto, contele palatin Ezzo. Dat fiind că și fratele mai mare al său, Liudolf murise în 1031, Otto a fost cel care a succedat în poziția de conte palatin. În 7 aprilie 1045 Henric al III-lea, regele romano-german și duce al Suabia, a oferit acest titlu din urmă lui Otto. În schimb, Otto a renunțat la titlul de conte palatin, care urma să fie conferit vărului său, Henric. De asemenea, teritoriile sale din Kaiserswerth și Duisburg au fost revenit coroanei.

## Căsătorie și copii
Otto s-a căsătorit cu o fiică a contelui Ugo al VI-lea de Egisheim. Una dintre fiicele sale, Richenza (n.c. 1025 – d. 1083), s-a căsătorit cu Herman, conte de Werl, și apoi cu Otto de Nordheim. O altă fiică, Hildegarda, s-a căsătorit cu Frederic de Büren și au avut ca fiu pe viitorul duce al Suabiei Frederic I.
În 1047 Otto a murit pe neașteptate în castelul său Tomburg pe când pregătea o campanie imperială împotriva unei invazii a contelui Balduin al V-lea de Flandra. El este înmormântat în abația Brauweiler. După moartea lui Otto în 1047, împăratul a dat ducatul de Suabia în 1048 lui Otto de Schweinfurt.